# Желяева, Мария Георгиевна
Мария Георгиевна Желяева (1918 — 2000) — советский врач-хирург. Герой Социалистического Труда (1969).

## Биография
Родилась 17 февраля 1918 года в деревне Желяевке, Климовичского района Могилёвской области в рабочей семье.
С 1939 года после окончания Днепропетровского медицинского института призвана в ряды РККА — служила младшим военным врачом артиллерийского полка на Дальнем Востоке.
С 1941 года, в начале Великой Отечественной войне служила военным врачом полевого госпиталя на Юго-Западном фронте, участвовала в оборонительных боях за город Киев.
После эвакуации в город Красноярск, М. Г. Желяева работала в госпитале инвалидов Отечественной войны.
С 1950 года была назначена заведующей хирургическим отделением Красноярской больницы № 3.
29 ноября 1968 года представлена на соискание звания Героя Социалистического Труда решением № 17 заседания бюро Красноярского крайкома КПСС. 4 февраля 1969 года Указом Президиума Верховного Совета СССР «за большие заслуги в области охраны здоровья советского народа» Мария Георгиевна Желяева была удостоена звания Героя Социалистического Труда с вручением Ордена Ленина и золотой медали «Серп и Молот».
Помимо основной деятельности М. Г. Желяева неоднократно избиралась депутатом Красноярского городского Совета депутатов трудящихся.
11 мая 1985 года Указом Президиума Верховного Совета СССР «за участие в Великой Отечественной войне» Мария Георгиевна Желяева была награждена Орденом Отечественной войны II степени.
Скончалась 25 сентября 2000 года, похоронена на Бадалыкском кладбище Красноярска.

## Награды
- Медаль «Серп и Молот» (4.02.1969)
- Орден Ленина (4.02.1969)
- Орден Отечественной войны II степени (11.03.1985)
- Медаль «За победу над Германией в Великой Отечественной войне 1941—1945 гг.»